# ホエーモン
ホエーモンはデジタルモンスターシリーズに登場する架空の生命体・デジタルモンスターの一種。

## 概要
Ver.2で初登場。ペンデュラム2では同じグラフィックでフォルダ大陸近郊に生息する種として完全体扱いになっている。アニメなどで登場する際には主人公たちの海での移動手段となる場合が多い。モデルはクジラ。作品によって内臓があったりなかったりする。

## 種族としてのホエーモン
ネットの海の深海部に生息する水棲哺乳類型デジモン。デジモンの中でも最大級の体躯を持ち、通常のコンピュータでは解析不可能。

### 基本データ
- 世代/成熟期
- タイプ/水棲哺乳類型
- 属性/ワクチン
- 必殺技/ジェットアロー
- 得意技/津波、ギガントプレス
- 勢力/ディープセイバーズ

### ホエーモン完全体
フォルダ大陸近海に生息する種。
- 必殺技/タイダルウェイブ

### 亜種・関連種・その他
- フックモン
- ルカモン
- キングホエーモン

## 登場人物としてのホエーモン

### デジモンアドベンチャー
第14話で初登場。礼儀正しく敬語で話す。眼は無いが、視覚はあるらしい。
サーバー大陸編にてファイル島の住人たちの助けを借りて作ったイカダで出航した直後の八神太一ら選ばれし子供たちを呑み込んでしまうが、体内に刺さっていた黒い歯車をパルモンと太一の活躍で破壊され正気に戻り、礼として彼らをサーバー大陸まで運んだ。
ダークマスターズ編では海での戦闘に不慣れな子供たちをメタルシードラモンとその軍勢から逃がすために同行、窮地のウォーグレイモンを救い、メタルシードラモンの必殺技のアルティメットストリームを受けて死亡してしまうが、ウォーグレイモンに勝機を与えた。必殺技のタイダルウェイブを使えることから完全体に進化したと思われる。
パワーは他の完全体を凌駕し、タイダルウェイブはハンギョモンの群れを壊滅させ、巨体からの体当たりは究極体・メタルシードラモンをも一瞬ながらもダウンさせた。

### その他
- デジモンアドベンチャー02 - 第16話に登場。テントモンからの要請で、丈と伊織を乗せて海底油田に向かい、中に閉じ込められた大輔たちを救出した。デジモンアドベンチャーに登場した個体の生まれ変わりである可能性があるが、詳しくは不明。
- デジモンアドベンチャーVテイマー01 - セイバーズベイ近海に住んでいた。年老い「悪魔」たちと戦う力を失っており、強いワクチン種がやってくるのを待っていた。水中でコマンドを送る手段がない太一にデジヴァイス01を授け、死亡した。寿命で死亡したためデジタマとなり、ホエーモンを慕うゴマモンのゴンにより回収された。
- デジモンフロンティア - 第14話に登場。グロットモンが起こした崖崩れで洞穴の湖に閉じ込められてしまっていた。ジェットアローで加勢したことから、成熟期と思われる。なお、目はないはずなのに、なぜか「涙を流すシーン」があり、ネーモンから「どっから涙出てんだろうねぇ」と言われた。前述のジェットアローにより偶然閉じ込められる前に海草と一緒に飲み込んでいた、雷のビーストスピリットも出てきて純平の進化につながった。
- デジモンクロスウォーズ - 第5話から第6話にキングホエーモンが登場。第2期では第8話（通算第38話）から第9話（通算第39話）で登場。サイバーランドを巡回するバグラ軍の飛行艦として登場し、侵入者を発見すると、転送装置からアンドロモンらを送り出すが、その正体はアンドロモンらと同様デジモンではなく、デスジェネラルの一人であるスプラッシュモンが召喚する水の精霊であるドリッピンに操られた人形であったことが第9話（通算第39話）で判明した。漫画版ではこれをモデルにした空母ホエーモンが登場し、タイキたちがデジタルワールドに戻って来てからジュピターゾーンでの決戦の間に経緯は不明ながら仲間になったデジモンで、複数の個体が母艦として空中を浮遊している。
- デジモンワールド デジタルカードバトル - 流氷岬に出現。オーガモンの一味が氷像を盗み出す様子を聞いていた。自分には眼がついていないため姿を見たわけではないと言う。